# Ermite de Gounelle
Anopetia gounellei
Pour les articles homonymes, voir Gounelle.
Genre
Espèce
Répartition géographique
Statut de conservation UICN

 LC  : Préoccupation mineure
Statut CITES
L'Ermite de Gounelle (Anopetia gounellei) est une espèce de colibris (famille des Trochilidae). C'est une espèce monotypique et la seule du genre Anopetia.
Son nom commémore l'entomologiste et naturaliste Pierre-Émile Gounelle (en) (1850-1914).

## Distribution
Cet oiseau vit dans la caatinga au Brésil.